# نجیبه ایوبی
نجیبه ایوبی (انگلیسی: Najiba Ayubi؛ زادهٔ ۱ ژانویهٔ ۱۹۶۸) روزنامه‌نگار و کنشگر اهل افغانستان است.

## زندگی
ایوبی و خانواده‌اش در سال ۱۹۹۶ هم‌زمان با به قدرت رسیدن طالبان به ایران مهاجرت کردند. وی در ایران مدرسه‌ای را برای آموزش افغان‌ها در ایران تأسیس کرد. او در سال ۲۰۰۱ برای کار در صندوق نجات کودکان به افغانستان بازگشت. ایوبی بعدها مدیر عامل گروه کلید، یک شبکه رسانه‌ای غیردولتی شد. با وجود تهدیدها و حملات ناشناس از سوی دولت، ایوبی هرگونه سانسور در خبررسانی را رد می‌کرد. وی یکی از سه زنی بود که در سال ۲۰۱۳ جایزه شجاعت در روزنامه نگاری را دریافت کرد. او در سال ۲۰۱۵ از سوی محمداشرف غنی به‌عنوان نامزد وزارت امور زنان معرفی شد اما از سوی شورای ملی تایید نشد.